# طوابع البريد والتاريخ البريدي في هاواي
هذا مسح للطوابع البريدية والتاريخ البريدي في هاواي.
تحتل جزر هاواي الجزء الأكبر من أرخبيل في وسط المحيط الهادئ جنوب غرب الولايات المتحدة القارية. وقد كانت تحت حكم مملكة هاواي حتى عام 1893 والحكومة المؤقتة لهاواي حتى عام 1894 وجمهورية هاواي حتى عام 1898. أصبح إقليم هاواي في عام 1898 ثم ولاية هاواي الأمريكية في عام 1959.

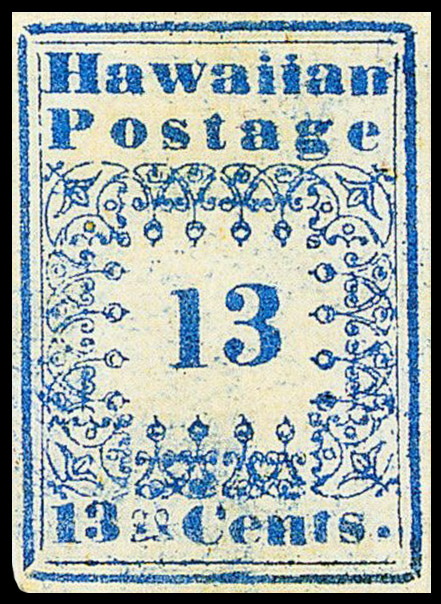
طابع بريدي هاوايي تبشيري من عام 1851 فئة 13 سنت

## الطوابع الأولى
كانت الطوابع الأولى لهاواي هي طوابع المبشرين الهاواييين التي أصدرها هنري مارتن ويتني (ابن المبشرين) في عام 1851.

## الإصدارات اللاحقة
ابتداءً من عام 1853 بدأت حكومة هاواي في إصدار طوابع بريدية محفور عليها تماثيل نصفية لأعضاء العائلة المالكة لمملكة هاواي.

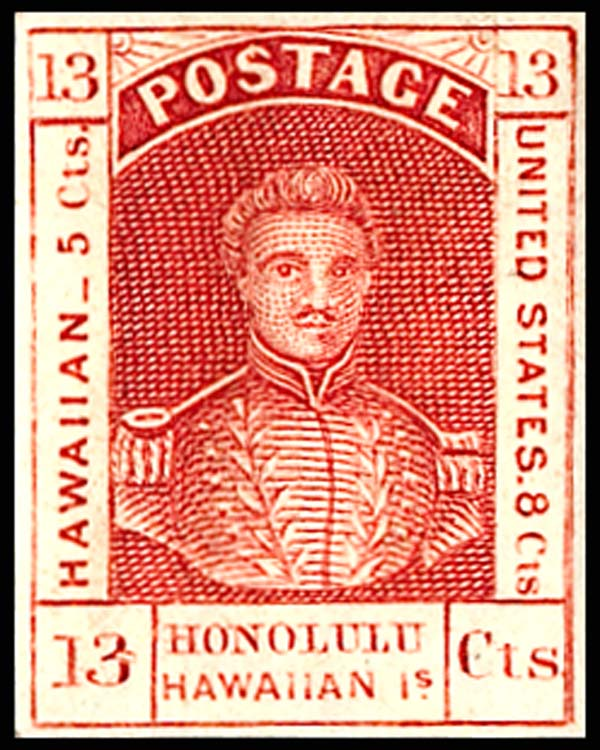
طابع هاواي 1853 الملك كاميهاميها الثالث
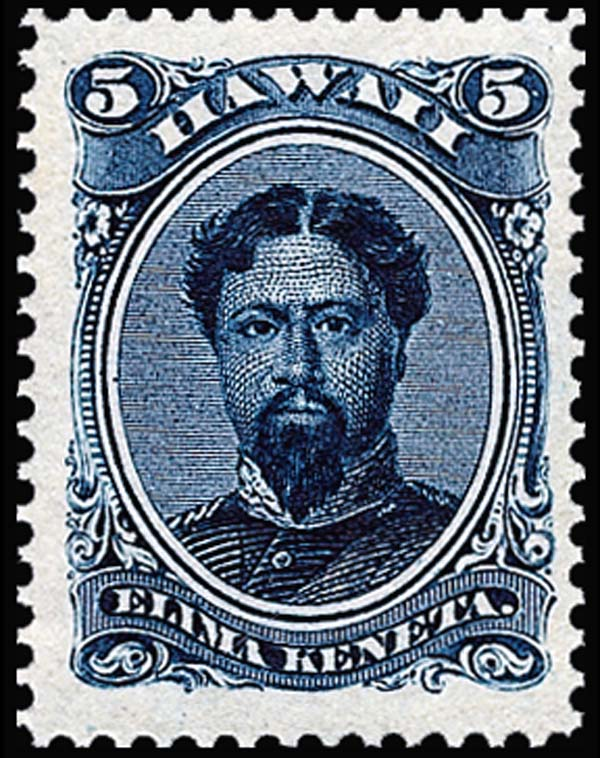
طابع هاواي 1866 الملك كاميهاميها الخامس
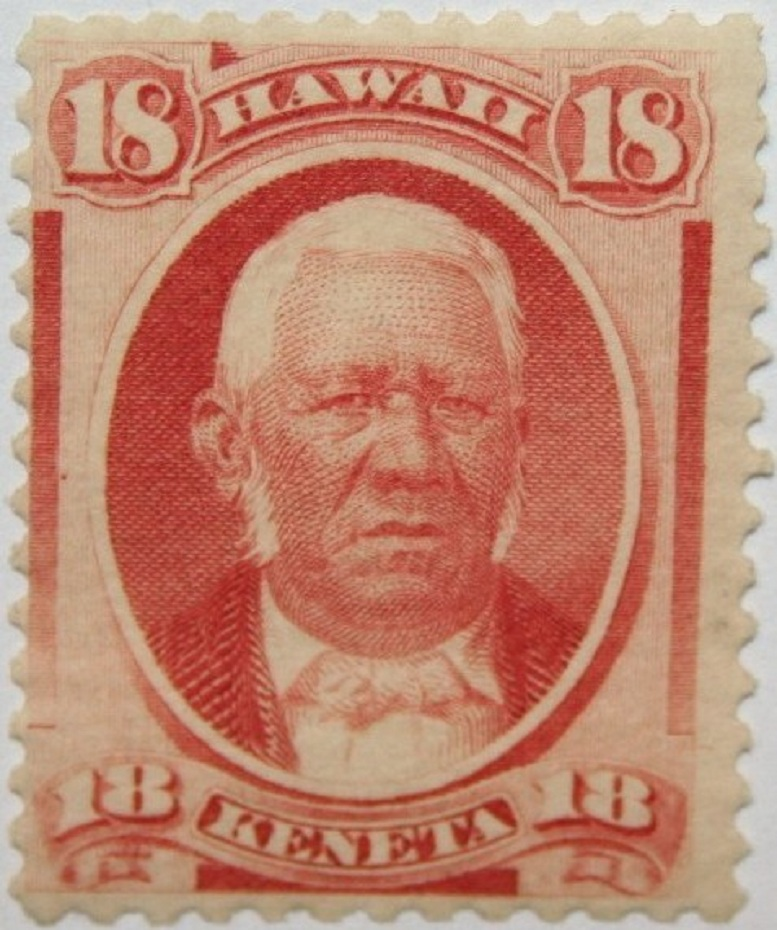
طابع هاواي 1871 ماتيو كيكاناوا
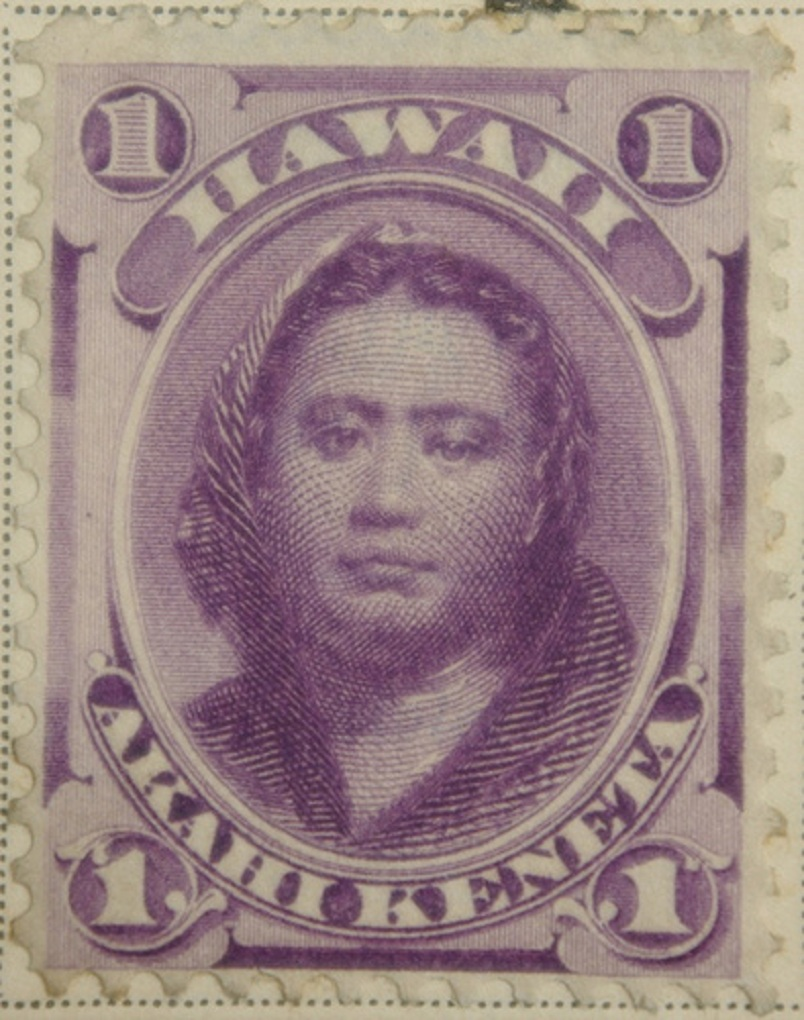
طابع بريدي من هاواي 1878 الأميرة كامالو
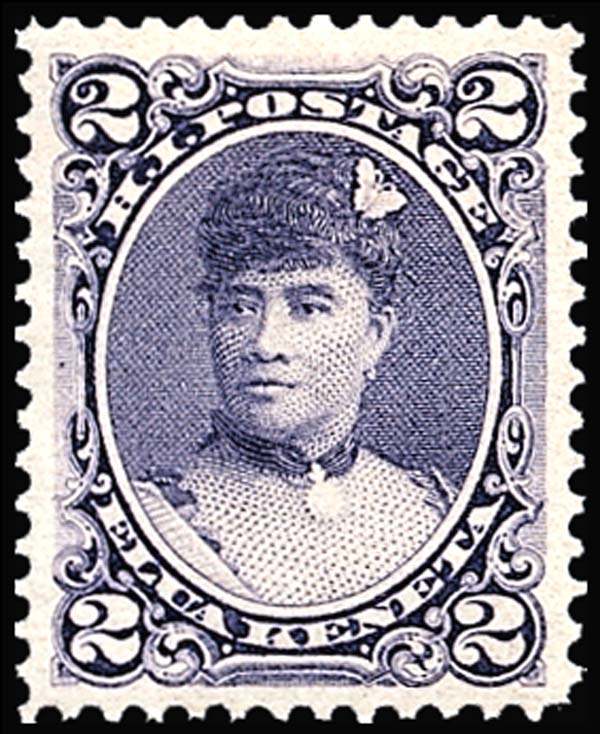
طابع هاواي 1891 الملكة ليليوكالاني

## الحكومة المؤقتة

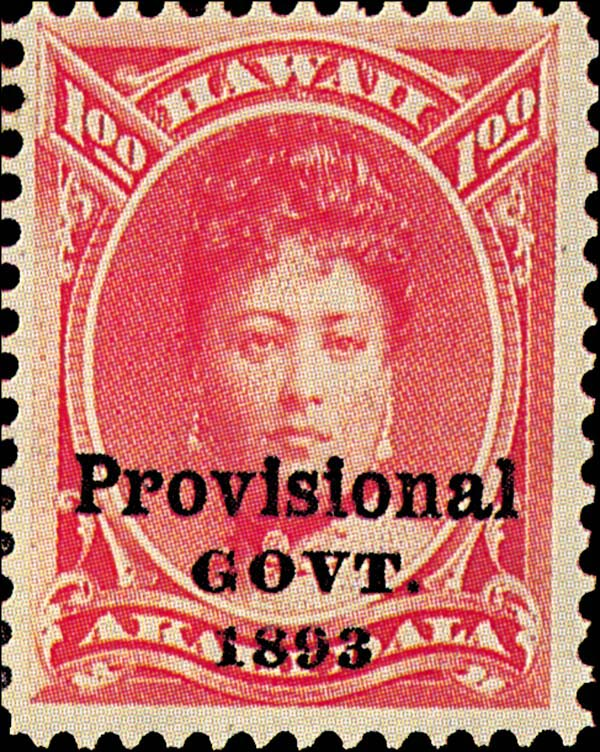
طابع بريدي يصور الملكة إيما كاليليونالاني مطبوع عليه الحكومة المؤقتة. في عام 1893

بعد الإطاحة بمملكة هاواي في عام 1893 قامت الحكومة المؤقتة بطباعة الطوابع الموجودة.

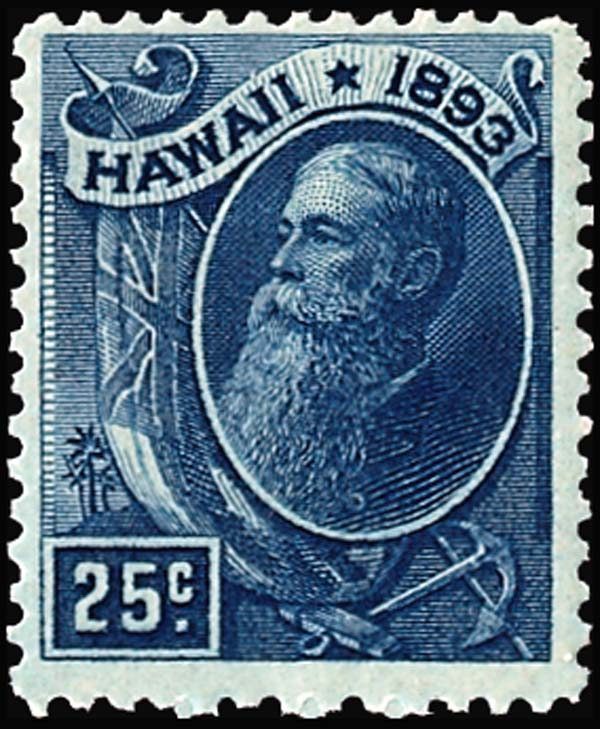
طابع بريدي يعود لعام 1894 يصور سانفورد ب. دول رئيس جمهورية هاواي

## الحكومة الجمهورية
تأسست جمهورية هاواي في 4 يوليو 1894 وأصدرت الحكومة الجمهورية مجموعة من الطوابع في عام 1894.

## الإصدارات النهائية
صدرت آخر الطوابع الخاصة بهاواي في عام 1899 بعد تأسيس إقليم هاواي.
طابع هاوايان ميشناري
في عام 1851 صدر طابع هاوين ميشنريز" في هاواي وكان يُستخدم لإرسال الرسائل من الجزر للولايات المتحدة ونظرًا لقلة الطوابع المتبقية منه أعتبر من أثمن الطوابع إذ بيعت بعض من النسخ بأسعار تجاوزت 2 مليون دولار في المزاد.

## قراءة إضافية
- هنري أ. ماير. هاواي، طابعها وتاريخها البريدي . نيويورك: مؤسسة الطوابع، 1948.

## روابط خارجية
- جمعية هواة جمع الطوابع في هاواي